# Placówka Straży Celnej „Górowo-Trząski”

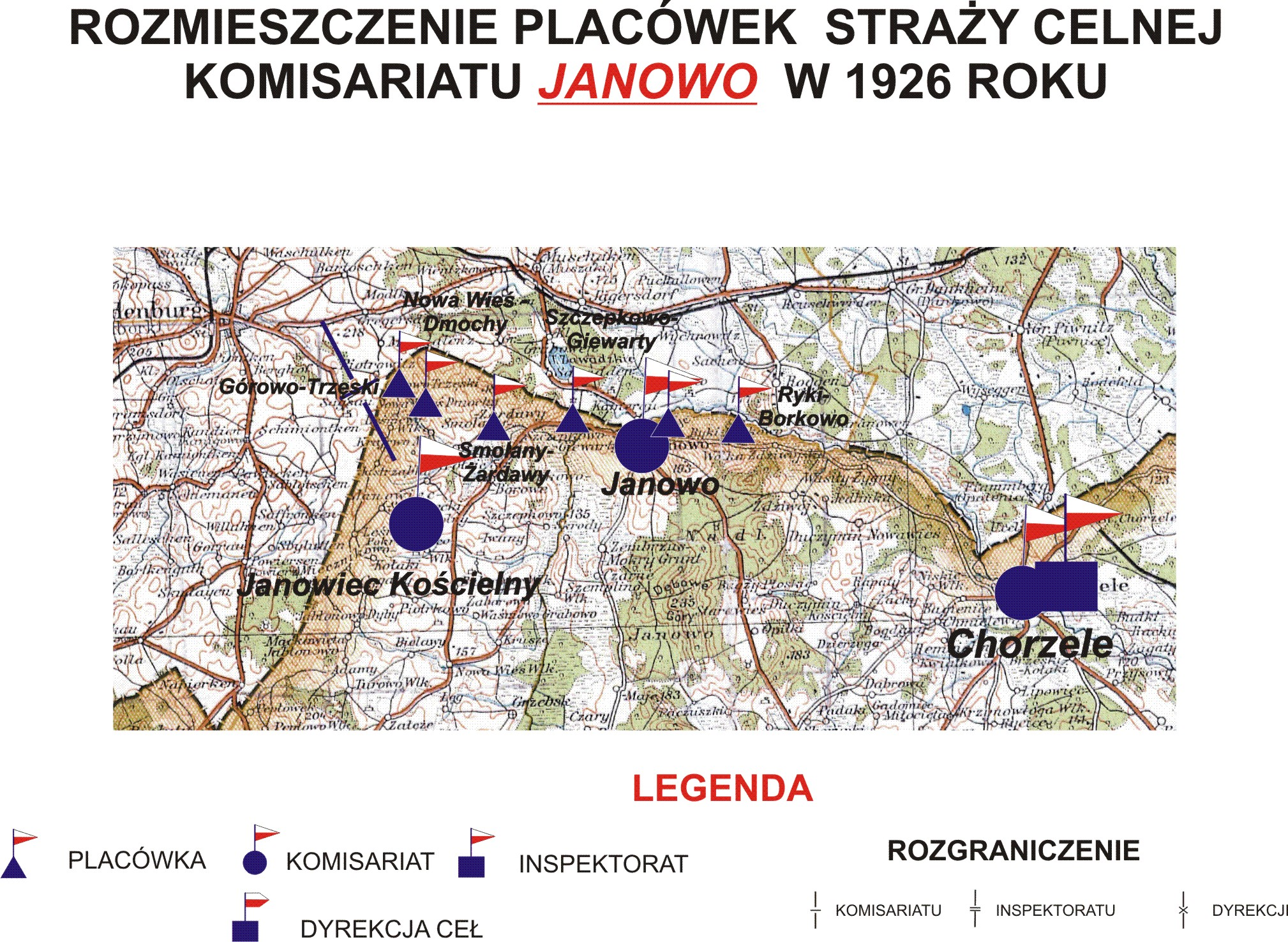
Rozmieszczenie placówek SC komisariatu "Janowo" w 1926 roku

Placówka Straży Celnej „Górowo-Trząski” – jednostka organizacyjna Straży Celnej pełniąca w okresie międzywojennym służbę ochronną na granicy polsko-niemieckiej.

## Formowanie i zmiany organizacyjne
Na wniosek Ministerstwa Skarbu, uchwałą z 10 marca 1920 roku, powołano do życia Straż Celną. Od połowy 1921 roku jednostki Straży Celnej rozpoczęły przejmowanie odcinków granicy od pododdziałów Batalionów Celnych. W 1921 roku w Janowcu Kościelnym stacjonował sztab 4 kompanii 1 batalionu celnego. 4 kompania celna wystawiła między innymi placówkę w Trząskach. Proces tworzenia Straży Celnej trwał do końca 1922 roku. Placówka Straży Celnej „Górowo-Trząski” weszła w podporządkowanie komisariatu Straży Celnej „Janowo” z Inspektoratu SC „Chorzele”.
W drugiej połowie 1927 roku przystąpiono do gruntownej reorganizacji Straży Celnej. W praktyce skutkowało to rozwiązaniem tej formacji granicznej. Ochronę północnej, zachodniej i południowej granicy państwa przejęła powołana z dniem 2 kwietnia 1928 roku Straż Graniczna. Rozkazem nr 1 z 12 marca 1928 roku w sprawach organizacji Mazowieckiego Inspektoratu Okręgowego Naczelny Inspektor Straży Celnej gen. bryg. Stefan Pasławski określił strukturę organizacyjną komisariatu SG „Szczepkowo Borowe”. Placówka Straży Granicznej I linii „Górowo–Trząski” znalazła się w jego strukturze.

## Służba graniczna
Sąsiednie placówki
- placówka Straży Celnej „Nowa Wieś” ⇔ placówka Straży Celnej „Jastrzębki” − 1926[1][10]

## Funkcjonariusze placówki
Kierownicy placówki
| stopień          | imię i nazwisko, numer     | okres pełnienia służby | kolejne stanowisko |
| ---------------- | -------------------------- | ---------------------- | ------------------ |
| starszy strażnik | Józef Miluszkiewicz (1055) | był w 1926             |                    |

Obsada personalna placówki w 1926:
- starszy strażnik Józef Miluszkiewicz (1055)
- strażnik Franciszek Lewandowski (492)
- strażnik Wacław Ojczyński (378)
- strażnik Bronisław Mączka (1049)